# 金梅生
金梅生（1902年—1989年），笔名梅生、世亨、石摩，男，上海人，中国年画艺术家，曾任中国美术家协会理事。